# EFE Central
EFE Central (anteriormente conocida como Tren Central) es una sociedad anónima chilena, filial de la Empresa de los Ferrocarriles del Estado (EFE).

## Historia

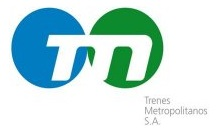
Logotipo de Trenes Metropolitanos (2008-2014).

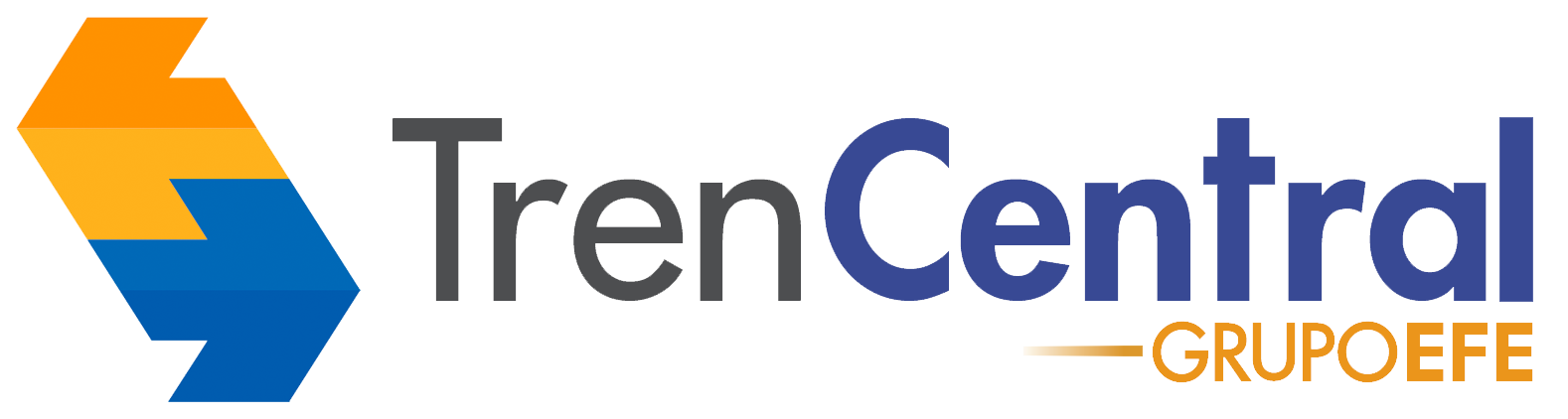
Logotipo de Tren Central entre 2013 y 2021.

Fue constituida el 29 de septiembre de 1995 bajo el nombre Ferrocarriles de Pasajeros S.A.. Fue renombrada como Trenes Metropolitanos S.A. el 16 de diciembre de 2008, y el 16 de diciembre de 2014 cambió su nombre a Tren Central.
En un principio estaba encargada de la administración del servicio ferroviario de Metrotren, que cubría el tramo Santiago-Rancagua-San Fernando. Desde el 1 de enero de 2012 comienza a operar los servicios TerraSur y Buscarril Talca-Constitución, anteriormente operados por Servicio de Trenes Regionales Terra S.A.. Operó también el servicio Expreso rural del Maule, destinado principalmente a usuarios con destino a las ciudades de Curicó, Talca y Linares.
Actualmente, en el marco de la reestructuración del servicio Metrotren, el cual fue dividido en 2, Tren Rancagua-Estación Central, con recorrido desde Santiago a la ciudad de Rancagua, y el Tren Nos-Estación Central, con servicio desde la Estación Alameda y la Estación Nos el cual está integrado al sistema Red Metropolitana de Movilidad. Además de estos opera el servicio Buscarril Talca-Constitución y el servicio TerraSur con destino a Chillán.
El 24 de mayo de 2021 fue presentada la nueva imagen corporativa de la Empresa de los Ferrocarriles del Estado, en la cual Tren Central cambió su nombre a EFE Central.